# Premiership Rugby 1998-99
La Liga de Inglaterra de Rugby 15 1998-99, más conocido como Allied Dunbar Premiership 1998-99 (por razones comerciales) fue la decimosegunda edición del torneo más importante de rugby de Inglaterra.

## Formato
Los equipos se enfrentaron en formato liga en condición de local y de visitante, el equipo con mayor cantidad de puntos al finalizar el torneo se coronó campeón, mientras que hubo tres descensos al RFU Championship.

## Desarrollo

### Tabla de posiciones
| Pos. | Equipo             | Encuentros | Encuentros | Encuentros | Encuentros | Tantos | Tantos | Tantos | Puntos |
| Pos. | Equipo             | PJ         | PG         | PE         | PP         | F      | C      | Dif    | Puntos |
| ---- | ------------------ | ---------- | ---------- | ---------- | ---------- | ------ | ------ | ------ | ------ |
| 1.º  | Leicester Tigers   | 26         | 22         | 0          | 4          | 771    | 423    | +348   | 44     |
| 2.º  | Northampton Saints | 26         | 19         | 0          | 7          | 754    | 556    | +198   | 38     |
| 3.º  | Saracens           | 26         | 16         | 1          | 9          | 748    | 583    | +165   | 33     |
| 4.º  | Harlequins         | 26         | 16         | 1          | 9          | 690    | 653    | +37    | 33     |
| 5.º  | Wasps              | 26         | 15         | 1          | 10         | 717    | 506    | +211   | 31     |
| 6.º  | Bath               | 26         | 15         | 0          | 11         | 698    | 574    | +124   | 30     |
| 7.º  | London Irish       | 26         | 15         | 0          | 11         | 703    | 607    | +96    | 30     |
| 8.º  | Newcastle Falcons  | 26         | 14         | 0          | 12         | 719    | 639    | +80    | 28     |
| 9.º  | Richmond           | 26         | 11         | 2          | 13         | 720    | 715    | +5     | 24     |
| 10.º | Gloucester         | 26         | 9          | 1          | 16         | 554    | 643    | -89    | 19     |
| 11.º | Sale Sharks        | 26         | 9          | 1          | 16         | 604    | 731    | -127   | 19     |
| 12.º | London Scottish    | 26         | 8          | 0          | 18         | 491    | 734    | -243   | 16     |
| 13.º | Bedford Blues      | 26         | 6          | 0          | 20         | 541    | 840    | -299   | 12     |
| 14.º | West Hartlepool    | 26         | 3          | 1          | 22         | 501    | 1007   | -506   | 7      |

- Al final de la temporada 1998–99, Richmond y London Scottish por motivos administrativos se fusionaron con London Irish, por lo que no compitieron en la temporada siguiente.

|  | Campeón.                        |
|  | Descendido al RFU Championship. |

| Bandera de Inglaterra    |
| Campeón Leicester Tigers |
| Tercer título            |